# موريس دوجلاس
موريس دوجلاس (بالإنجليزية: Maurice Douglass)‏ هو لاعب كرة قدم أمريكية أمريكي، ولد في 12 فبراير 1964 في مونسي في الولايات المتحدة.

## وصلات خارجية
- موريس دوجلاس على موقع مرجع كرة القدم المحترفة.كوم (الإنجليزية)